# 不定期刑
不定期刑（ふていきけい）とは、あらかじめ刑期を定めずに言い渡す自由刑（身体を拘束して自由を奪う刑罰。日本の現行刑法では拘禁・拘留が該当する）である。対語は有期刑・無期刑。
日本では少年犯罪で採用されており、不定期刑の判決は、例えば「被告人を拘禁10年以上15年以下に処する。」という形になる。

## 法的な区別
不定期刑は、期間の定めについて2つに分類される。「相対的不定期刑」と「絶対的不定期刑」である。
相対的不定期刑は、刑期の最短と最長を宣告し、その範囲内でいつ刑が終了するかは定めないとするものである。日本では少年法52条が定める刑罰が、これに該当する。
絶対的不定期刑は、刑期について全く定めず、刑種のみを指定するものである。刑期は、1日以上終身以下の範囲となる。絶対的不定期刑については、その処罰の軽重の範囲があまりに広いことから罪刑法定主義に反するという指摘がある。日本では採用されていない。

## 目的
不定期刑は、刑罰における教育刑という側面が重視されることで注目されるに至った概念である。
応報刑論によると、犯罪行為に対する応報として課せられるものであると考えられており、この考え方に基づく限り、判決時点ですでに犯罪の評価はなされており、それにみあう刑罰も定めることができる。
しかしながら、犯罪者の再教育・更生、ひいては社会復帰を重視する立場からは、受刑中の改善状況をも視野に入れ、改善がなされた段階で刑を終了してもいいのではないかという指摘がなされた。改善がなされるまでに必要な期間は個々の犯罪者によって異なるため、判決時点では刑期を定めることができない。そこから、犯罪者に対する刑をなるべく固定しないようにする不定期刑論が出てきた。

## 法体系による違い
英米法系では自由刑は「相対的不定期刑」として宣告されることが多く、大陸法系では「定期刑」として宣告されることが多い。
また、「定期刑」主義における「長期定期刑」「無期刑」の運用に際し、仮釈放という方法で身体の拘束をとき社会復帰させるという運用が行われる場合がある（日本もこの方法を採用している）。この場合、定期刑は不定期刑の要素を併せ持つことになる。